# Bulgarien ved sommer-OL 1992
Bulgarien ved sommer-OL 1992. 138 sportsudøvere, 87 mænd og 51 kvinder, fra Bulgarien deltog i nitten sportsgrene under sommer-OL 1992 i Barcelona. De kom på attende pladsen med tre guld-, syv sølv- og seks bronzemedaljer.

## Medaljer
| 1992 Barcelona | Guld | Sølv | Bronze | Total |
| Bulgarien      | 3    | 7    | 6      | 16    |

## Medaljevinderne
| Bulgarien ved sommer-OL 1992 i Barcelona | Bulgarien ved sommer-OL 1992 i Barcelona | Bulgarien ved sommer-OL 1992 i Barcelona | Bulgarien ved sommer-OL 1992 i Barcelona | Bulgarien ved sommer-OL 1992 i Barcelona |
| Medaljer                                 | Udøver                                   | Sport                                    | Øvelse                                   | Resultat                                 |
| ---------------------------------------- | ---------------------------------------- | ---------------------------------------- | ---------------------------------------- | ---------------------------------------- |
| Guld                                     | Nikolai Boechalov                        | Kano                                     | C-1 500 meter, mænd                      | 1.51,15                                  |
| Guld                                     | Nikolai Boechalov                        | Kano                                     | C-1 1000 meter, mænd                     | 4.05,92                                  |
| Guld                                     | Ivan Ivanov                              | Vægtløftning                             | Fluevægt (52 kg)                         | 265,0 kg                                 |
| Sølv                                     | Valentin Getzov                          | Brydning                                 | Fristil, letvægt (68 kg)                 |                                          |
| Sølv                                     | Joto Jotov                               | Vægtløftning                             | Letvægt (67,5 kg)                        | 327,5 kg                                 |
| Sølv                                     | Tsvetanka Khristova                      | Atletik                                  | Diskos, damer                            | 67,78 meter                              |
| Sølv                                     | Vesela Lecheva                           | Skydning                                 | 10 m luftriffel, damer                   | 495,3 point                              |
| Sølv                                     | Nonka Matova                             | Skydning                                 | 50 m riffel, 3 stillinger, damer         | 682,7 point                              |
| Sølv                                     | Nikolai Peschalov                        | Vægtløftning                             | Fjervægt (60 kg)                         | 305,0 kg                                 |
| Sølv                                     | Daniel Petrov                            | Boksning                                 | Let fluevægt                             |                                          |
| Bronze                                   | Stefan Botev                             | Vægtløftning                             | Sværvægt (110 kg)                        | 47,5 kg                                  |
| Bronze                                   | Jordanka Donkova                         | Atletik                                  | 100 m hæk, damer                         | 12,70                                    |
| Bronze                                   | Maria Grozdeva                           | Skydning                                 | 10 m luftpistol, damer                   | 481,6                                    |
| Bronze                                   | Valentin Jordanov                        | Brydning                                 | Fristil, fluevægt (52 kg)                |                                          |
| Bronze                                   | Svilen Rusinov                           | Boksning                                 | Sværvægt                                 |                                          |
| Bronze                                   | Martin Marinov Blagovest Stojanov        | Kano                                     | C-2 500 meter, mænd                      | 1.41,94                                  |